# Стамсунн
Стамсунн (норв. Stamsund) — деревня в коммуне Вествогёй на Лофотенских островах, Норвегия. В ней проживают около 1400 жителей и расположены две крупных рыбоперерабатывающих компании: J.M.Johansen и Lofoten trawl fishing. Lofoten trawl fishing — крупнейшая компания в Нур-Норге занимающаяся выловом рыбы. J.M.Johansen — компания, которая сейчас занимается производством рыбного филе.
В Стамсунне находятся две театральных группы и кукольный театр Нурланна, проживает много артистов.
Береговой экспресс Хуртигрутен совершает регулярные остановки в порту Стамсунна, направляясь на север в Свольвер и на юг в Будё.